# José Cândido da Silveira Avelar
José Cândido da Silveira Avelar (Velas, 6 de setembro de 1844 — Horta, 3 de dezembro de 1905), foi um historiador açoriano, autor de uma obra pioneira sobre a história da ilha de São Jorge.

## Biografia
Foi escrivão da administração do concelho de Velas em 1881, tendo, por motivos políticos e intelectuais, sustentado forte polémica com João Duarte de Sousa, outro historiador jorgense e opositor político, sobre a historiografia da ilha. Em resposta a uma obra publicada por este último, publicou em 1902 a obra Ilha de S. Jorge (Açores) - Apontamentos para a sua História, trabalho em muitos aspectos pioneiro sobre a história da ilha.
Colaborou na Revista de Estudos Livres   (1883-1886) dirigida por Teófilo Braga.

## Obra publicada
- Ilha de S. Jorge (Açores) - Apontamentos para a sua História, Horta, (1902).